# 11.º Congresso Nacional do Partido Comunista da China
O Décimo Primeiro Congresso Nacional do Partido Comunista da China foi realizado entre 12 e 18 de agosto de 1977. O Congresso foi responsável por declarar de forma oficial o fim da Grande Revolução Cultural Proletária após 11 longos anos, encerrando um longo capítulo da história chinesa. A Gangue dos Quatro, grupo de maior atuação durante os anos finais da Revolução Cultural, foi fortemente criticada por seu papel no evento. Hua Guofeng foi formalmente eleito presidente do 11º Comitê Central do Partido Comunista da China e presidente da Comissão Militar Central. O Politburo, no entanto, não seria renovado até o verão de 1977, quando o 11º Politburo foi eleito. 

## Discussão
Hua Guofeng apresentou o relatório político, Ye Jianying apresentou o relatório sobre a revisão da Constituição do Partido e Deng Xiaoping fez o discurso de encerramento. O congresso sumarizou a luta contra a "Gangue dos Quatro", declarando que os dez longo anos da Revolução Cultural haviam se encerrado e reiterando que a tarefa fundamental do Partido nesse novo momento seria tornar a China um poderoso e moderno estado socialista ainda naquele século. Embora o congresso assumisse um papel de lutar contra os excessos da Revolução Cultural, a política dos Dois Todos de Hua Guofeng ("defenderemos resolutamente todas as políticas que o Presidente Mao pôs em prática. Seguiremos incondicionalmente todas as instruções dadas pelo Presidente Mao"), acabou por manter certos resquícios do período.

## Eleitos
O congresso elegeu 201 membros e 132 membros suplentes para formarem o novo Comitê Central. A Primeira Sessão Plenária elegeu Hua Guofeng como presidente, e Ye Jianying, Deng Xiaoping, Li Xiannian e Wang Dongxing como vice-presidentes do Comitê Central. Os cinco também foram eleitos para formar o Comitê Permanente do Politburo do Partido Comunista da China.